# Иллюминаты (Marvel Comics)
Иллюмина́ты (англ. Illuminati) — вымышленное тайное общество супергероев, появляющееся в американских комиксах издательства Marvel Comics. В его состав входят самые могущественные представители определённого класса сверхлюдей. Первое появление Иллюминатов состоялось в New Avengers #7 (Июль, 2005), сценаристом которого выступил Брайан Майкл Бендис, а художником — Стив МакНивен. Более подробно деятельность команды была рассмотрена в New Avengers: Illuminati (Май, 2006). Группа была сформирована вскоре после войны между Крии и Скруллами.

## История публикаций
Иллюминаты дебютировали во время сюжетной линии Sentry в комиксе New Avengers, которая была написана Брайаном Майклом Бендисом. Бендис рассмотрел историю команды в ваншоте New Avengers: Illuminati (Май, 2006), впоследствии вылившимся в события Civil War. Впоследствии Бендис в соавторстве с Брайаном Ридом и художником Джимом Ченгом выпустил минисерию из 5 выпусков, проливавшую свет на операции группы между формированием и распадом. Первый выпуск The New Avengers: Illuminati вышел в декабре 2006 года, а последний — в ноябре 2007 года.

### New Avengers (2013—2015)
В рамках Marvel NOW! New Avengers были перезапущены с участием Иллюминатов.

### Illuminati (2015—2016)
После событий Secret Wars, сценарист Джош Уильямсон выпустил новую серию под названием Illuminati. Комикс повествует о Капюшоне, возглавляющем новое злодейское воплощение группы. В состав Новых Иллюминатов вошли: Титания, Чаровница, Безумный мыслитель, Громобой и Чёрный муравей.

## Вымышленная биография команды
Иллюминаты — это секретное сообщество, которое собирается, когда решаются важные вопросы, касающиеся судьбы всей Земли.
Впервые они собрались, когда прилетели к Чёрной пантере, чтобы решить, что делать с нападениями на Землю Скруллов и Крии и пригласить Чёрную пантеру в свои ряды. Следующее появление Иллюминатов было связано со Скруллами, когда члены сообщества прибыли на корабль Скруллов, чтобы настоятельно попросить их не использовать Землю как поле боя с Крии, вследствие чего чуть не погибли.
Через некоторое время они вновь собрались по инициативе Мистера Фантастика, сообщившего, что у него есть Перчатка Бесконечности и три камня, позже с помощью остальных Иллюминатов он собрал другие три камня, но потерял над собой контроль и чуть не убил Иллюминатов. Их спас Наблюдатель, который сказал, что каждый Иллюминат должен взять себе по камню.
Ещё раз они собрались по инициативе профессора Ксавьера, который захотел узнать о Потустороннем. В ходе расследования он узнал, что Потусторонний — мутант из расы Нелюдей. Иллюминаты отправились в космос и нашли там Манхэттен, когда они приземлились, то увидели супергероев, затем и самого Потустороннего. Иллюминаты смогли остановить его с помощью Чёрного Грома, который приказал ему остановиться. В следующий раз они собрались, чтобы переубедить Марвел Боя объявлять войну человечеству.
Затем Иллюминаты собрались, чтобы решить, что делать с Халком. Железный Человек предложил отправить его на необитаемую планету, все согласились, кроме Нэмора. Ещё раз Иллюминаты собрались обсудить Акт о регистрации супергероев, но мнения разделились: Нэмор и доктор Стрейндж не согласились с актом, Рид Ричардс и Железный Человек согласились, Чёрный Гром остался в нейтралитете; профессор Ксавьер исчез.
В последний раз Иллюминаты встретились после Гражданской войны — их созвал Железный Человек для того, чтобы показать им труп Электры-Скрулла. Они решили отнести труп на обследование, но Чёрный Гром оказался Скруллом со способностями всех Иллюминатов. Его смог победить Нэмор, но через несколько секунд пришли ещё два Скрулла, их смог остановить Железный Человек, который подключился к электростанции и использовал её энергию, чтобы взорвать ядерную миниракету, Иллюминаты пришли к выводу, что не могут больше доверять друг другу.
После Секретного Вторжения Норман Озборн создал аналог Иллюминатов — Заговорщиков, состоявший из Локи, Доктора Дума, Капюшона, Нэмора и Эммы Фрост. После событий Утопии из команды вышли Эмма Фрост и Нэмор. Вместо них Озборн пригласил Надсмотрщика.
В следующий раз Иллюминаты объявились, когда Капюшон решил собрать Перчатку Бесконечности. В то время, когда Нелюди покинули Аттилан, Паркер украл Камень Реальности. С его помощью злодей обошел защиту в Здание Бакстера и взял второй камень, Камень Мощи. Затем он встретился с Красным Халком и победил его. Ралку удалось добраться до Башни Старка и созвать Мстителей. В ту же секунду Железный Человек созвал Иллюминатов. Вместо погибшего Чёрного Грома приходит его жена, Медуза. Собравшись, они отправились в Аттилан, где их ждали Мстители. В результате Иллюминаты были рассекречены. Капитан Америка поссорился с Железным Человеком, но команды не стали враждовать и разделились на группы, чтобы найти остальные Камни. Собрав всю Перчатку, Железный Человек использовал её, чтобы отправить Паркера Роббинса обратно в тюрьму, а Перчатку якобы уничтожил. На самом деле, он лишь спрятал её, а Иллюминаты спокойно разобрали Камни — только иным составом, вместо Медузы пришел Капитан Америка.

## Члены команды

### Оригинальный состав
| Персонаж         | Настоящее имя     | Вступление в команду        | Примечания                                              |
| ---------------- | ----------------- | --------------------------- | ------------------------------------------------------- |
| Мистер Фантастик | Рид Ричардс       | New Avengers #7 (июль 2005) | Лидер Фантастической четвёрки.                          |
| Доктор Стрэндж   | Стивен Стрэндж    | New Avengers #7 (июль 2005) | Верховный маг Земли.                                    |
| Нэмор            | Нэмор МакКензи    | New Avengers #7 (июль 2005) | Король Атлантиды. Покинул группу в Avengers vol. 5 #40. |
| Чёрный Гром      | Блакагар Болтагон | New Avengers #7 (июль 2005) | Король Нелюдей.                                         |
| Железный человек | Тони Старк        | New Avengers #7 (июль 2005) | Один из основателей Мстителей.                          |
| Профессор Икс    | Чарльз Ксавьер    | New Avengers #7 (июль 2005) | Лидер Людей Икс, убит в Avengers vs. X-Men #11.         |

### Новобранцы
| Персонаж         | Настоящее имя                    | Вступление в команду                     | Примечания |
| ---------------- | -------------------------------- | ---------------------------------------- | --- |
| Медуза           | Медузалит Амаквелин Болтагон     | Avengers vol. 4 #8                       | Покинула группу в Avengers vol. 4 #12, Королева Нелюдей и член Фонда Будущего.                                  |
| Капитан Америка  | Стив Роджерс                     | Avengers vol. 4 #12                      | Покинул группу в New Avengers vol. 3 #3. Член Поразительных Мстителей и лидер Мстителей.                        |
| Чёрная пантера   | Т’Чалла                          | New Avengers vol. 3 #1                   | Король Ваканды, источника Вибраниума.                                                                           |
| Зверь            | Доктор Генри «Хэнк» Маккой       | New Avengers vol. 3 #3 (Февраль, 2013)   | Преемник Профессора Икс. Член Людей Икс.                                                                        |
| Халк             | Брюс Бэннер                      | Avengers vol. 5 #28 (Апрель, 2014)       | Гениальный учёный (как Брюс Бэннер). Монстр со сверхчеловеческой силой и гениальным интеллектом (как Док Грин). |
| Капитан Британия | Брайан Брэддок                   | New Avengers vol. 3 #24 (Сентябрь, 2014) | Член корпуса Капитана Британии, хранителей Мультивселенной.                                                     |
| Лидер Экселло    | Амадей Чо                        | New Avengers vol. 3 #24 (Сентябрь, 2014) | Один из 10 умнейших людей во всём мире.                                                                         |
| Жёлтый жакет     | Доктор Генри Джонатан «Хэнк» Пим | New Avengers vol. 3 #24 (Сентябрь, 2014) | Величайший учёный Земли, эксперт в изменении размеров.                                                          |

## Альтернативные версии

### Земля-231
В этой реальности Мистер Фантастик убивает других членов Иллюминатов, чтобы защитить их от их же амбиций.

### Земля-976
В этой реальности Иллюминаты состоят из Железного парня, Мистера Фантастика, Нэмора, Чёрного Грома, Доктора Дума и Магнето.

### Земля-2319
В этой реальности в команду вошли: Мистер Фантастик, Доктор Дум, Чёрная пантера, Жёлтый жакет, Капитан Британия (Бетси Брэддок), Капитан Британия (Брайан Брэддок), Железный человек и Эмма Фрост. Иллюминаты и их мир были уничтожены во время инопланетного вторжения.

### Земля-23099
В состав команды вошли: Мистер Фантастик, Железный человек, Профессор Икс, Шури, Чёрная пантера, Чёрный Гром, Магнето и Мар-Велл. Они и их мир были уничтожены Чёрными Жрецами во время вторжения.

### Marvel Apes
Во вселенной Marvel Apes Иллюминаты носят название Верховная восьмёрка. В их состав входят: Чёрный Гром, Клеук, Доктор Дум, Николь Фурри, Халк, Железный мандрил, Профессор Икс и Сильвербэк Сёрфер.

### Что если?
В одном из выпусков What If подробно описывались альтернативные исходы сюжетной линии Age of Ultron. В этой реальности Иллюминаты раздумывают над новым символом надежды в стране после смерти Капитана Америки. Размышляя над тем, кто примет имя Капитана Америки, они выбирают Фрэнка Касла, который долгое время трудился на благо страны. Мистер Фантастик даёт ему модифицированную версию сыворотки суперсолдата. Спустя десятилетия план Железного человека по массовому производству супергероев по прозвищу «Капитан Америка», в рамках инициативы «Капитан Америкорпс», в соответствии с которым каждому штату предоставляется формула суперсолдата приводит к добровольной отставке Касла, посчитавшего, что из-за массового создания суперсолдат потерялась индивидуальность носителя имени Капитан Америка.

## Вне комиксов

### Кинематографическая вселенная Marvel
- Иллюминаты в составе Карла Мордо (Чиветел Эджиофор), Капитана Пегги Картер (Хейли Этвелл), Рида Ричардса / Мистера Фантастика (Джон Красински), Чарльза Ксавьера / Профессора Икс (Патрик Стюарт), Марии Рамбо / Капитана Марвел (Лашана Линч) и Блэкагара Болтагона / Чёрного грома (Энсон Маунт) появились в фильме «Доктор Стрэндж: В мультивселенной безумия» (2022)[17]. Ранее в их рядах состоял Стивен Стрэндж до тех пор, пока маг из-за использования книги Даркхолд не начал представлять серьёзную угрозу для мультивселенной, в связи с чем был казнён Чёрным Громом по решению Иллюминатов, а его место в совете занял Мордо. Впоследствии Иллюминаты захватывают Стивена Стрэнджа с Земли-616 вместе с Америкой Чавес, чтобы определить их дальнейшую судьбу. В конечном итоге все Иллюминаты, за исключением Мордо, погибают от руки Алой Ведьмы.

### Телевидение
- Иллюминаты появляются в мультсериале «Супергеройский отряд».

### Полнометражные мультфильмы
- Иллюминаты, среди которых Железный человек (озвученный Марком Уорденом), Мистер Фантастик, Доктор Стрэндж и Чёрный Гром, появляются в полнометражном мультфильме «Планета Халка». Их силуэты показаны на записанном сообщении, в котором Железный человек говорит Халку, что им пришлось отправить его в космос из-за опасности его действий. Они запрограммировали посадку корабля на растительную планету, однако тот приземлился на Сакаар.